# سلیم عبید
سلیم عبید (عربی: سَلِيْم عَامِر عُبَيْد؛ زادهٔ ۱۷ ژانویهٔ ۱۹۹۲) بازیکن فوتبال اهل اردن است.
از باشگاه‌هایی که در آن بازی کرده‌است می‌توان به باشگاه فوتبال الاهلی (امان) اشاره کرد.
وی همچنین در تیم ملی فوتبال اردن بازی کرده‌است.